# Jens Hellgren (ishockeyspelare född 1989)
Jens Hellgren, född 6 mars 1989 i Björbo i Gagnefs kommun, Dalarnas län, är en svensk ishockeyspelare.